# Blekingeeka

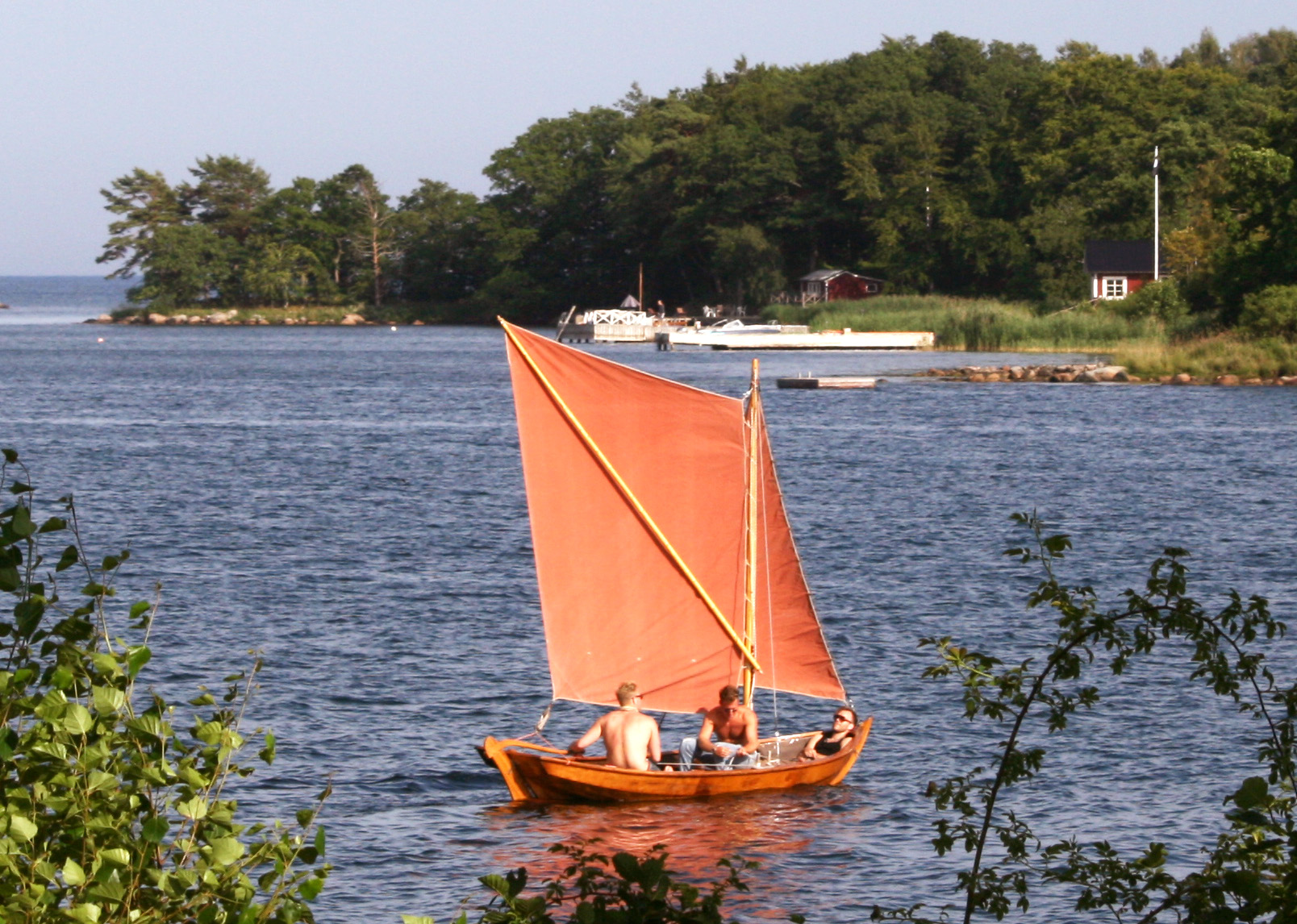
En blekingseka i Blekinge.

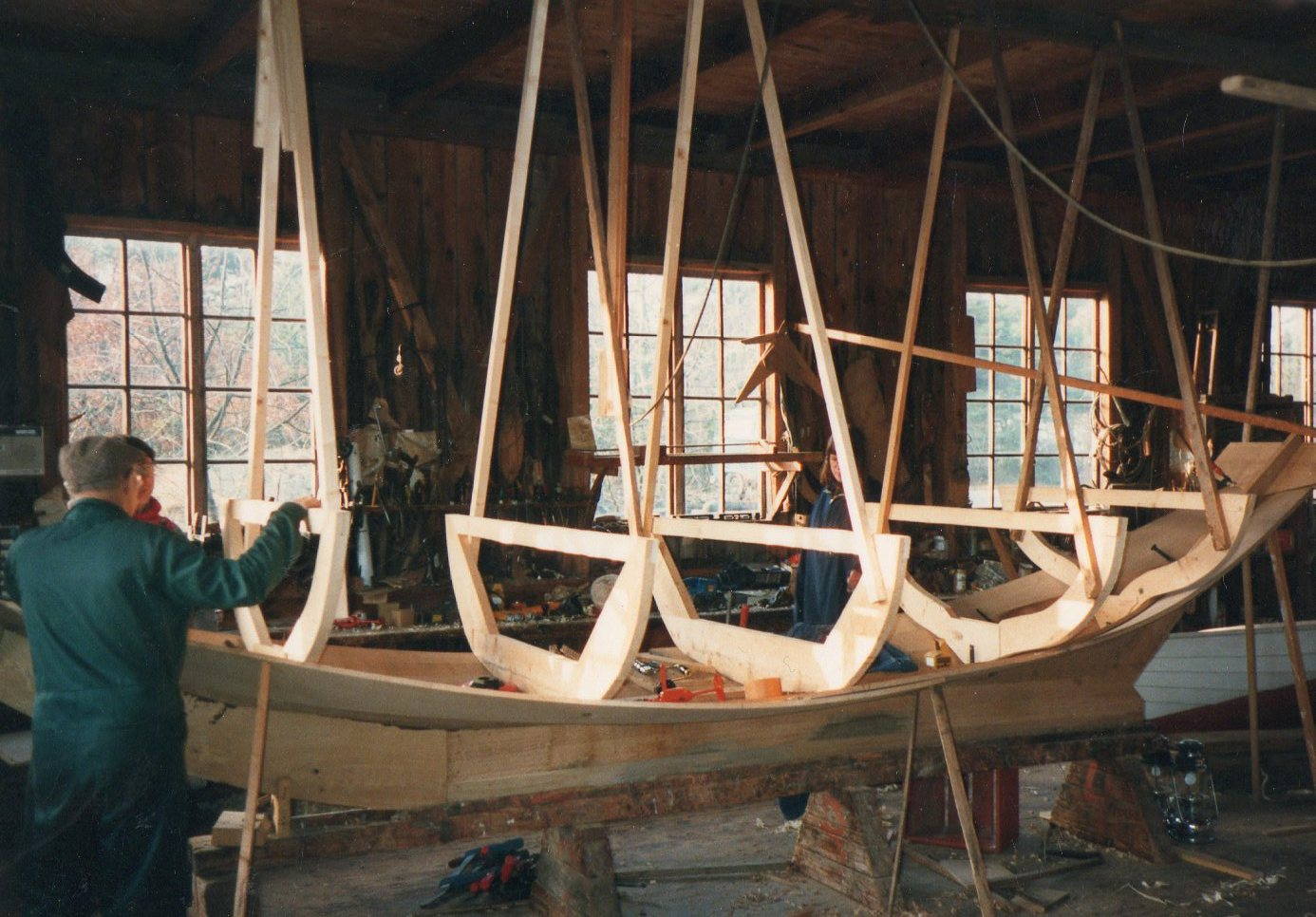
Blekingseka under byggnad på Östra Hästholmen.

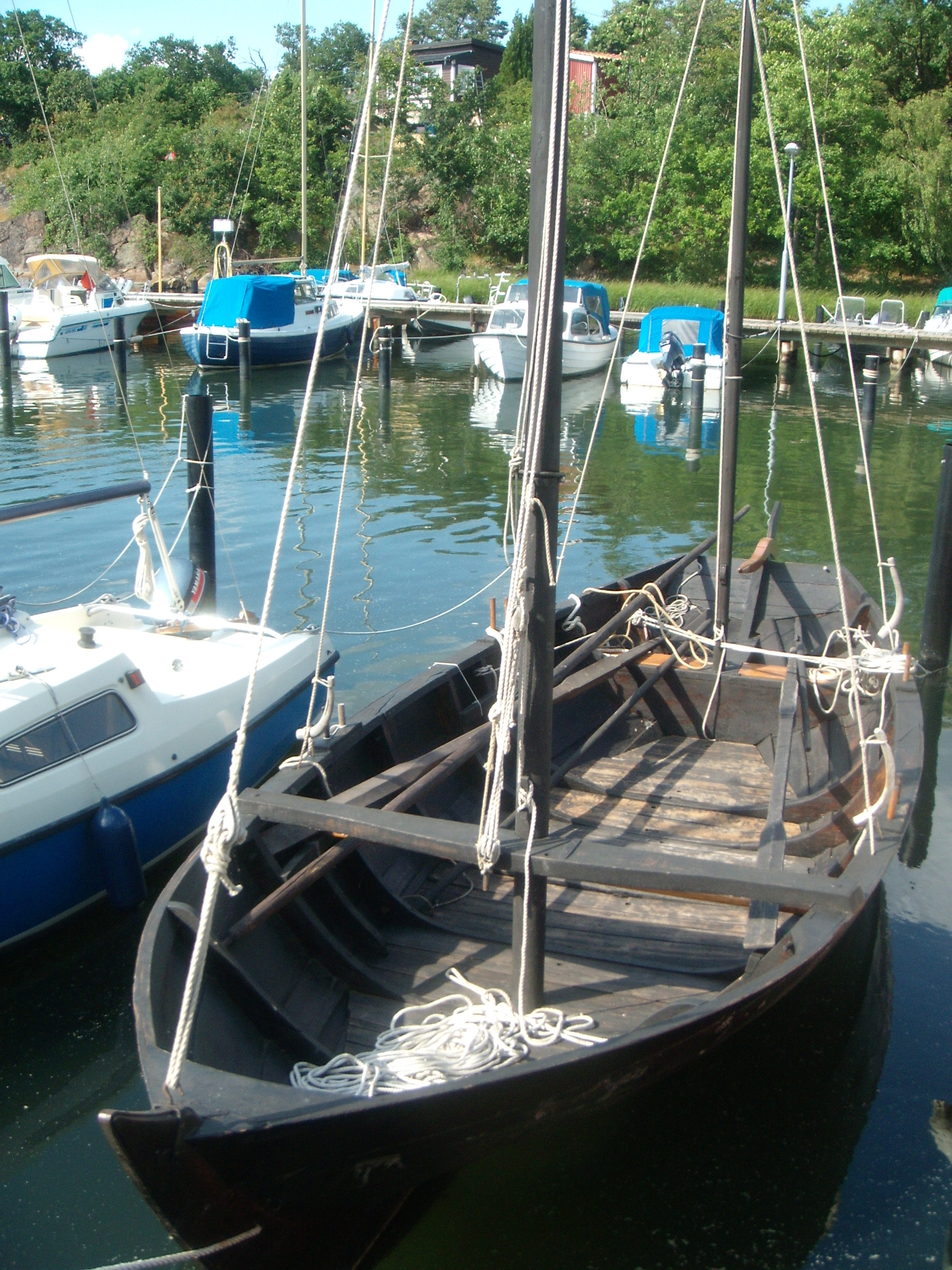
Exempel på vrakeka.

Modell av Blekingseka.

Blekingeeka eller blekingseka är en klinkbyggd, odäckad och skarpkölad allmogebåt med låg akterspegel och byggd av ek. Som namnet anger är båttypens ursprung Blekinge, och de är kända som goda sjöbåtar och seglare.
Enligt den blekingska båtbyggartraditionen skall den typiska ekan från Blekinge benämnas blekingseka. Landskapet Blekinge kallades förr Bleking och länet benämndes Blekings län, vilket är förklaringen till detta.

## Historik och utbredning
Blekingsekan som båttyp var förr allenarådande mellan Sandhammaren och Ystad i östra Skåne, samt utefter Blekinges kuster. Båttypen var även vanlig på Öland varefter beståndet blev glesare längre upp utefter Smålandskusten. Båten användes som fiskebåt samt vid lotsstationer med mera. Blekingsekan ros med åror eller seglas med sprisegel samt även med råsegel på de större äldre vrakbåtarna. Under 1880-talet var blekingsekan i stort sett den enda förekommande kölbåten utmed nämnda kuststräcka.
Ursprunget till båtens tillkomst går tillbaka till 1700-talet. Vid den tiden fanns flottans örlogsvarv i Karlskrona samt även en tid ett i Karlshamn för flottans fartyg.
De större blekingsekorna benämns vrakekor och fraktekor efter deras användning, att vraka efter sill på öppet hav med hjälp av drivgarn.
De mindre blekingsekorna är byggda med fem bordgångar på vardera sida, de större med upp till tio. Blekingsekan har ett liggande fylligt förskepp med en smal uppdragen stäv utan spuning, som annars är vanligt. Borden nitades med överlapp mot stäven. Akterspegeln är låg och bred och slutar ovan vattenlinjen, samt har karakteristisk för båttypen, en fals för infästning av borden. Akterskeppet är fylligt, vid moderna nybyggen är blekingsekan riggad med sprisegel och fock.

## Olika blekingsekor
- Frakteka, även storeka en 33 till 45 fot var en båt som användes till frakter i Blekinge skärgård innan broar eller skärgårdstrafik fanns. En vanlig frakt var 18 till 25 ton gatsten från stenbrott samt material vid olika anläggningsarbeten samt byggnadsmaterial från fastlandet till öar eller skär. De tidiga fraktekorna förde endast ett större sprisegel på masten som var placerad vid lastrummets förkant, cirka 1910 blev det mer vanligt med ett gaffelsegel på dessa båtar. Motorn var mestadels en tändkulemotor vid motorns införande som drivkraft. Den sista fraktekan byggdes av Sven Nilsson på Senoren under 1940-talet och var i drift till de första åren på 1970-talet.
- Vrakeka var en större odäckad och enmastad variant av blekingseka, 20 till 30 fot eller 6,10 till 9,30 meter. Vrakekan användes till fiske med drivgarn för fångst av torsk och sill som strömmingen kallas i södra Sverige). Drivgarnsfiske går till på följande vis av namnet, fiskgarnet eller nätet hålls uppe vid vattenytan av flöten i dess övre kant (överteln). Näten sattes ut i en länk på kvällen samt att fiskaren förtöjde dessa i båten. Under nattens mörka timmar turades besättningen om att hålla en lampa tänd. Fisket bedrevs ner mot Borgholm samt ut mot Ölands södra grund, tidvis även längre ut. Avsättningen av fisken var tidvis upp mot Kalmar, Västervik och Norrköping; ibland längre för att omvandla fisken till kontanter. Den ursprungliga vrakekan förde ett osymmetriskt råsegel på masten som var centralt placerad. Under 1800-talet började råseglet kompletteras med två sprisegel, ett i fören och ett i aktern.[2] Tidigast övergav man råseglet på Listerlandets fiskelägen, där man riggade sina vrakekor med ett stör sprisegel, en "smack", i fören fock och klyvare samt i aktern ett mindre sprisegel, en "jäck" på en särskild mast. Jäcken förekom redan på vissa förbättrade råsegelsriggar, en avbildning av en råsegelseka med jäck i Carl Smiths seglarhandbok från 1873 med benämningen "Hanöeka" visar att typen troligen var vanlig där redan på 1860-talet. Redan 1884 konstaterade fiskeritillsyningsmannen i Blekinge att "råseglen äro numera nästan allmänt bortlagda.[3]

De större vrakekorna har varit försedda med två master med toppsegel samt klyvare. Vrakekan nyttjades även som fraktbåt i stenindustrin samt för all möjlig annan frakt.
1863 hade Hushållningssällskapet i Blekinge anslagit pengar till uppköp av en Bohuslänsk fiskebåt, för att finna en ersättning för "de svårskötte och farlige vrakekorna". Resultaten av inköpet är oklar, men 1881 fick en fiskare från Hörvik lån från Hushållningssällskapet för anskaffning av två däckade båtar för laxfiske på öppna havet. 1884 konstaterade Hushållningssällskapet att det då fanns fem däckade fiskebåtar. Man uppger i slutet av 1880-talet att de flesta större fiskebåtarna var däcksbåtar. Även om i realititen de äldre vrakekorna levde kvar längre, så kan konstateras att däckbåtar var helt dominerande vid sekelskiftet 1900.
Till en början köptes båtarna till stor del från fiskelägen vid Öresund och på Bornholm, men på 1890-talet byggdes däcksbåtar både på Listerlandet och i traken av Karlshamn. I Ronnebytrakten började flera båtbyggare med däcksbåtar omkring 1910 och 1932 startade Sven Olsson ett varv på Hasslö.
1905 installerades den första båtmotorn på en däckad fiskebåt i Blekinge. Enstaka motorer tillkom under de följande åren men riktig fart på motorinstallationerna blev det inte förrän på 1910-talet.
- Krokeka 20 till 23 fot användes vid det kustnära fisket med krok efter torsk, lax eller ål. Båtarna var ofta utrustade med en inbyggd sump. Krokekan förde sprisegel samt två par åror, senare även inombordsmotor.
- Hommebåt 16 till 20 fot var en båt för skärgården och nära kusten för fiske efter ål med bottengarn (hommor) varav namnet.
- Sätteka 15 till 20 fot var en båt som användes till kustnära fiske med sättgarnfiske efter sill eller andra intill botten levande fiskar. Sättgarn besitter den skillnaden mot drivgarn att dessa är förankrade.
- Blekingsbåt cirka 14 fot är en roddbåt utan rigg, användes för ljustring av ål med lyse på natten eller med vattenkikare.

På den danska ön Bornholm finns en snarlik variant av blekingsekan. Blekingsekan har även varit förebild för flera moderna segelbåtar försedda med däck.